# Syzygium dempoense
Syzygium dempoense är en myrtenväxtart som först beskrevs av S. Greves, och fick sitt nu gällande namn av Rafaël Herman Anna Govaerts. Syzygium dempoense ingår i släktet Syzygium och familjen myrtenväxter.
Artens utbredningsområde är Sumatera. Inga underarter finns listade i Catalogue of Life.